# وادي الطاحونة
وادي طاحونة: موقع أثري للثقافة الطاحونية تم التنقيب فيه عام 1928 من قبل عالم الآثار الفرنسي دينيس بوزي، على بعد عدة كيلومترات جنوب مدينة بيت لحم في دولة فلسطين.       

## نظرة عامّة
وادي الطاحونة يُعتقد أنه كان موقعًا حيويًا في العصور القديمة والوسطى، وكان يُستخدم لتوليد الطاقة من خلال تشغيل الطواحين. يمكن للزوار استكشاف هذا الموقع الأثري والتعرف على التاريخ المحلي لمدينة بيت لحم وكيفية استخدام الطواحين في الماضي.
يُعد وادي الطاحونة مكانًا جذابًا للزوار الذين يهتمون بالتراث الثقافي والتاريخي، ويمكن للزوار التجوّل في المنطقة واستكشاف هذا الموقع الأثري والتمتع بالمشاهد الخلابة للأراضي المحيطة به.

## أنشطة يمكن القيام بها في وادي طاحونة
وادي الطاحونة في بيت لحم يوفر فرصة للزوار للاستمتاع بالمزيد من الأنشطة والتجارب الثقافية:
- جولات سياحية: يمكنك الانضمام إلى جولات سياحية محلية تقدمها دليل محلي أو مرشد للاستمتاع بمزيد من المعلومات حول التاريخ والثقافة المحلية وأهمية وادي الطاحونة.
- التصوير الفوتوغرافي: يُعتبر وادي الطاحونة موقعًا رائعًا لممارسة التصوير الفوتوغرافي، حيث يمكنك التقاط صور رائعة للمعالم الأثرية والمناظر الطبيعية الجميلة.
- زيارة المعالم الأثرية القريبة: بالقرب من وادي الطاحونة، يمكنك زيارة معالم أثرية أخرى في بيت لحم مثل كنيسة المهد وميدان المهد والعديد من المواقع التاريخية الأخرى.

وادي الطاحونة يمثل مكانًا مميزًا يجمع بين الثقافة والتاريخ والجمال الطبيعي، مما يجعله وجهة رائعة للزوار الذين يبحثون عن تجربة ممتعة وتعليمية في بيت لحم، فلسطين.